# Très-Saint-Sacrement (Québec)
Pour les articles homonymes, voir Très-Saint-Sacrement.
Très-Saint-Sacrement est une municipalité de paroisse québécoise située dans la municipalité régionale de comté (MRC) du Haut-Saint-Laurent dans la région administrative de la Montérégie.

## Toponymie
Sa dénomination fait référence à la congrégation du Saint-Sacrement.
Les habitants de Très-Saint-Sacrement sont les Sacrementois.

## Histoire
La paroisse catholique de Très-Saint-Sacrement est fondée en 1844. Son toponyme rappelle l'Eucharistie, qui est la source et sommet de la vie et de la mission de l'Église. La paroisse catholique est érigée canoniquement en 1885, par détachement de parties de territoires de Sainte-Martine, de Saint-Jean-Chrysostome et de Saint-Malachie-d'Ormstown. La même année, la municipalité de paroisse est créée sous le même nom.

## Géographie
La municipalité de paroisse de Très-Saint-Sacrement se trouve au centre de la région du Suroît, au nord de la MRC du Haut-Saint-Laurent au sud-est de Salaberry-de-Valleyfield et au sud-ouest de Montréal. Sa superficie couvre 98,87 km2 dont 97,25 km2 sont terrestres. Le relief est généralement plat, étant dans les basses-terres du Saint-Laurent. Le sud est valonneux, formant le pied du piémont appalachien. Une élévation se forme également au nord-est. L'altitude monte de 38 mètres au nord du territoire en bas de la plaine vers la limite sud sur une butte à 74 mètres. Le hameau de Riverfield à l'est est à une altitude d'environ 41 mètres alors que le hameau de Saint-Pierre au sud est à environ 50 mètres. La rivière Châteauguay arrose l'ouest de la municipalité alors que son affluent, la rivière des Anglais baigne la partie est, le confluent se trouvant à la limite nord du territoire. Les ruisseaux McGregor, Anderson et Arkinson se jettent dans la rivière des Anglais. Quelques plans d'eau et marécages parsèment les hauteurs au sud. Les parties vallonneuses au sud et au nord-est demeurent boisée.

### Municipalités limitrophes
Son territoire est borné au nord-ouest par Saint-Louis-de-Gonzague, au nord-est par Sainte-Martine, à l'est par Saint-Urbain-Premier, toutes trois municipalités de la MRC voisine de Beauharnois-Salaberry, au sud-est par Saint-Chrysostome, au sud par Franklin et à l'ouest par Ormstown.  Le territoire de Très-Saint-Sacrement englobe entièrement celui du village de Howick. Une exclave de Sainte-Martine touche également le territoire de Très-Saint-Sacrement sur sa limite est, suivant le patron ancien souvent observé au Québec où la municipalité de paroisse, rurale, entoure la municipalité de village.

## Démographie
| 1991  | 1996  | 2001  | 2006  | 2011  | 2016  | 2021  |
| ----- | ----- | ----- | ----- | ----- | ----- | ----- |
| 1 294 | 1 283 | 1 238 | 1 213 | 1 155 | 1 186 | 1 189 |

Langue maternelle (2006)
| Langue              | Population | Pct (%) |
| ------------------- | ---------- | ------- |
| Français seulement  | 525        | 43,03 % |
| Anglais seulement   | 605        | 49,59 % |
| Français et Anglais | 60         | 4,92 %  |
| Autres langues      | 30         | 2,46 %  |

## Administration
La municipalité de paroisse de Très-Saint-Sacrement et la municipalité d'Howick disposent du même blason, rappelant le lien étroit entre ces deux communautés. Le conseil municipal comprend le maire et six conseillers. Les élections municipales ont lieu tous les quatre ans en bloc et sans division territoriale. À l'élection de 2013, le maire sortant François Rochefort et les conseillers sont élus sans opposition. En 2017, Agnes McKell accède à la mairie sans opposition, de même que tous les conseillers.
| Période                                  | Période  | Identité           | Étiquette | Qualité |
| ---------------------------------------- | -------- | ------------------ | --------- | ------- |
| 2009                                     | 2017     | François Rochefort |           |         |
| 2017                                     | En cours | Agnes McKell       | -         |         |
| Les données manquantes sont à compléter. |          |                    |           |         |

| | 2005-2009                                                                                              | 2009-2013 | 2013-2017 | 2017-2021 | 2021-2025 |
| --- | --- | --- | --- | --- | --- |
| Résultats | Voir                                                                                                   | Voir | Voir | Voir | Voir |
| Taux de participation | ... | ... | ... | ... | ... |
| Maire | Albert Billette (a)                                                                                    | François Rochefort (a)                                                                                          | François Rochefort (a)                                                                                         | Agnes McKell (a)                                                                                                 | Agnes McKell (a)                                                                                                 |
| Conseillers | John Cosgrove (a) Ross Craig (a) Jeff Logaɳ Réal primeau (a) Mario Robidoux (a) François Rochefort (a) | Danny Anderson (a) John Cosgrove (a) Ross Craig (a) Pascal Laramée (a) Johanne Loiselle (70,1) Agnes McKell (a) | Danny Anderson (a) Ross Craig (a) Pascal Laramée (a) Johanne Loiselle (a) Agnes McKell (a) James Templeton (a) | Danny Anderson (a) Karine Poirier (a) Guy Bergevin (a) Jonathan Craig (a) James Templeton (a) Pascal Laramée (a) | Danny Anderson (a) Karine Poirier (a) Guy Bergevin (a) Jonathan Craig (a) James Templeton (a) Pascal Laramée (a) |
| (Entre parenthèses) Proportion des voix. (a) Élu sans opposition. * Élu au début du terme mais ayant quitté avant la fin du terme. ** Non élu au début du terme mais en cours de terme. | | | | | |

## Urbanisme
La plus grande partie du territoire est agricole, en champs cultivés au nord, au centre et à l'ouest, en domaine agro-forestier au sud et au nord-est. Quatre hameaux forment des concentrations de population, soit Riverfield, sur la rive droite de la rivière des Anglais au nord-est, Saint-Pierre au sud du territoire au pied de l'amorce du piémont des Adirondacks, Ayrness au centre de la municipalité, un peu au sud de Howick et Tullochgorum, en amont près de la rivière Châteauguay.
La route 138 longe la rivière Châteauguay sur sa rive droite et relie la localité à Ormstown à l'ouest et Sainte-Martine et Montréal au nord-est. La route 203 suit la rive droite de la rivière des Anglais depuis Saint-Chrysostome au sud, traverse Riverfield au nord-est et rejoint la route 138 au nord de Très-Saint-Sacrement. Le pont de Très-Saint-Sacrement franchit la rivière Châteauguay dans l'axe du rang du Dix, qui donne accès à Saint-Étienne-de-Beauharnois. Le chemin de la Rivière-Châteauguay sinue en rive gauche de la rivière du même nom alors que le chemin de la Rivière-des-Anglais longe lui aussi la rive gauche de la rivière homonyme. Ce chemin traverse le village enclavé de Howick. Le 3e Rang, le chemin de Fertile Creek et le 5e Rang, parallèles à la rivière Châteauguay, desservent les terres agricoles. Le rang du Quarante relie la route 138 à Saint-Louis-de-Gonzague et Salaberry-de-Valleyfield en traversant la rivière Châteauguay. Un peu plus à l'ouest, la montée Bryson, longeant la limite municipale, traverse les hameaux de Tullochgorum et de Saint-Pierre pour devenir le chemin du Rocher en direction de Franklin.
La MRC du Haut-Saint-Laurent offre un service de transport collectif dans la municipalité.

## Culture
Le lieu historique national de la Bataille-de-la-Châteauguay est situé à Très-Saint-Sacrement, ainsi que le Pont Turcot.